# 林幸雄
林幸雄（1943年—2017年9月），臺灣屏東縣東港鎮人，畫家，為1971年到1987年愛國獎券插圖繪製者。

## 生平
林幸雄出生東港，住大潭里，佳冬農校農場經營科畢業。農校畢業後，他未遵循父親林明進要求協助家人從事農務，而報考師範大學美術學系，但沒考上而改讀政戰學校美術系。
愛國獎券插圖只是配色陽春的幾何圖，自28期開始逐步走向有主題、彩色的圖案。1971年，原本為愛國獎券畫插畫的政戰學校美術系主任梁又銘因已八十歲，決定將愛國獎券插畫交接得過到國軍文藝金牌獎的學生林幸雄。該年，林幸雄便以「田單復國火牛陣攻城牆」為愛國獎券599期插圖，繪製到1987年12月愛國獎券最後一期1771期為止。這段期間，林幸雄每個月交出3張由政府指定的以A4紙大小插畫，每月約可賺新台幣1萬元。1978年，林幸雄任聯勤總部參謀官，但三分之一時間都在台灣銀行作繪製愛國獎券的工作。
林幸雄除繪製愛國獎券插畫外，還畫過國軍同袍儲蓄獎券，中華世界女子足球大賽標誌、屏東建設名勝觀覽圖、台灣漁業月曆等。他兒子林良州、及子媳婦許妙慎均從事藝術創作。
1980年12月3日，中華奧林匹克委員會秘書長李炎向國際奧會主席胡安·安東尼奧·薩馬蘭奇遞交中華奧林匹克委員會會旗時，薩馬蘭奇建議要重新設計。林幸雄獲中華民國體育學會理事長蔣緯國委由設計會旗，原先以太極圖樣為中心，送審後中心被改成與中華民國國徽、中國國民黨黨徽類似的青天白日徽。
1983年，林幸雄在東港成立名為「源俗文物教育館」的民俗展覽館，擺設早年農漁村的生活用具。
至1987年時，政府因於大家樂風行，甚至連台銀負責獎券業務主管的親屬也被綁架，因此決定在同年12月發行1771期後停辦。林幸雄畫兩隻雁在池塘，作最後一期的愛國獎券插圖。
1993年，林幸雄至中正預校擔任美術教師。2006年退休後，他以兩年時間遊歷中國大陸。晚年，林幸雄定居屏東潮州。他先後在銘傳大學、輔仁大學、中華藝校、國立高雄科技大學教授美術。他也會定期在美國南達科塔大學教授中國水墨畫。
2017年9月中旬，林幸雄因心肌梗塞過世，享壽74歲。

## 軼事
林幸雄在大家樂風行時，有4次被逼問明牌：1986年夏，林幸雄從台北市中華路臺灣銀行南門下班時，遭偽裝計程車司機的賭迷綁到陽明山美軍顧問團別墅宿舍逼問明牌，便只好畫松、竹的山水畫，掰出3組數字，結果居然隔天中了一組號碼。年底，林幸雄至日本靜岡市展覽畫作，一位日本蒐藏家居然拿出他在陽明山遭綁時所畫的畫作。同年，林幸雄騎機車到羅斯福路找親姊時，在台灣大學附近遭綁並逼問明牌，結果他亂說的3組號碼也簽中2組。第4次是1987年10月，林幸雄在公車站遭逼問時說夢到幫慈禧太后梳頭，被賭徒附會頭部是暗示0、太后身分是暗示萬人之上的1。

## 外部連結
- 林幸雄的Facebook專頁